# NGC 7265
NGC 7265 est une galaxie lenticulaire située dans la constellation du Lézard. Sa vitesse par rapport au fond diffus cosmologique est de 4 678 ± 26 km/s, ce qui correspond à une distance de Hubble de 69,0 ± 4,9 Mpc (∼225 millions d'al). NGC 7265 a été découverte par l'astronome français Édouard Stephan en 1876.
Plusieurs galaxies se trouvent dans cette même région de la sphère céleste, soit PGC 214824, PGC 2077967, PGC 214825 et PGC 68690. La base de données NASA/IPAC suggère que NGC 7265 est la galaxie la plus brillante d'un groupe qui comprend au moins neuf galaxies. Pour Steve Gottlieb, ce groupe comprend le quarter de NGC 7265 avec PGC 68690, PGC 214824 et PGC 214825, ainsi que des galaxies NGC 7273, NGC 7274 et NGC 7276 à l'ESE et NGC 7263 avec NGC 7264 au NNO,.